# Вендельские шлемы
Вендельские шлемы — группа шлемов, распространённых в Северной Европе в так называемую Вендельскую эпоху (VI—VIII в.н. э.).
Применялись, в основном, англосаксами и скандинавами, хотя имеются находки и в других частях Европы. По конструкции можно назвать разновидностью каркасных шлемов; вендельские шлемы обычно имели полусферическую тулью и разнообразное устройство. Используют классификацию, разработанную шведской учёной Г. Арвидссон: первая буква A (без гребня) или B (с гребнем), вторая цифра 1 (с пластинами для дополнительной защиты — нащёчниками и назатыльником) или 2 (с кольчужной бармицей).

## Конструкция
Вендельские шлемы, как правило, основывались на каркасе, устроенном из металлических полос. К нему прикреплялись, например, подтреугольные пластины, либо полосы, либо арочные пластины, либо иначе. Известен даже шлем из Ультуны, тулья которого состоит из корзинообразно сплетённых металлических полос. Спереди шлемы могли снабжаться наносником, полумаской или личиной. Большинство шлемов в длину больше, чем в ширину, то есть рассчитаны на долихоцефалов.

## Шлем из Саттон-Ху

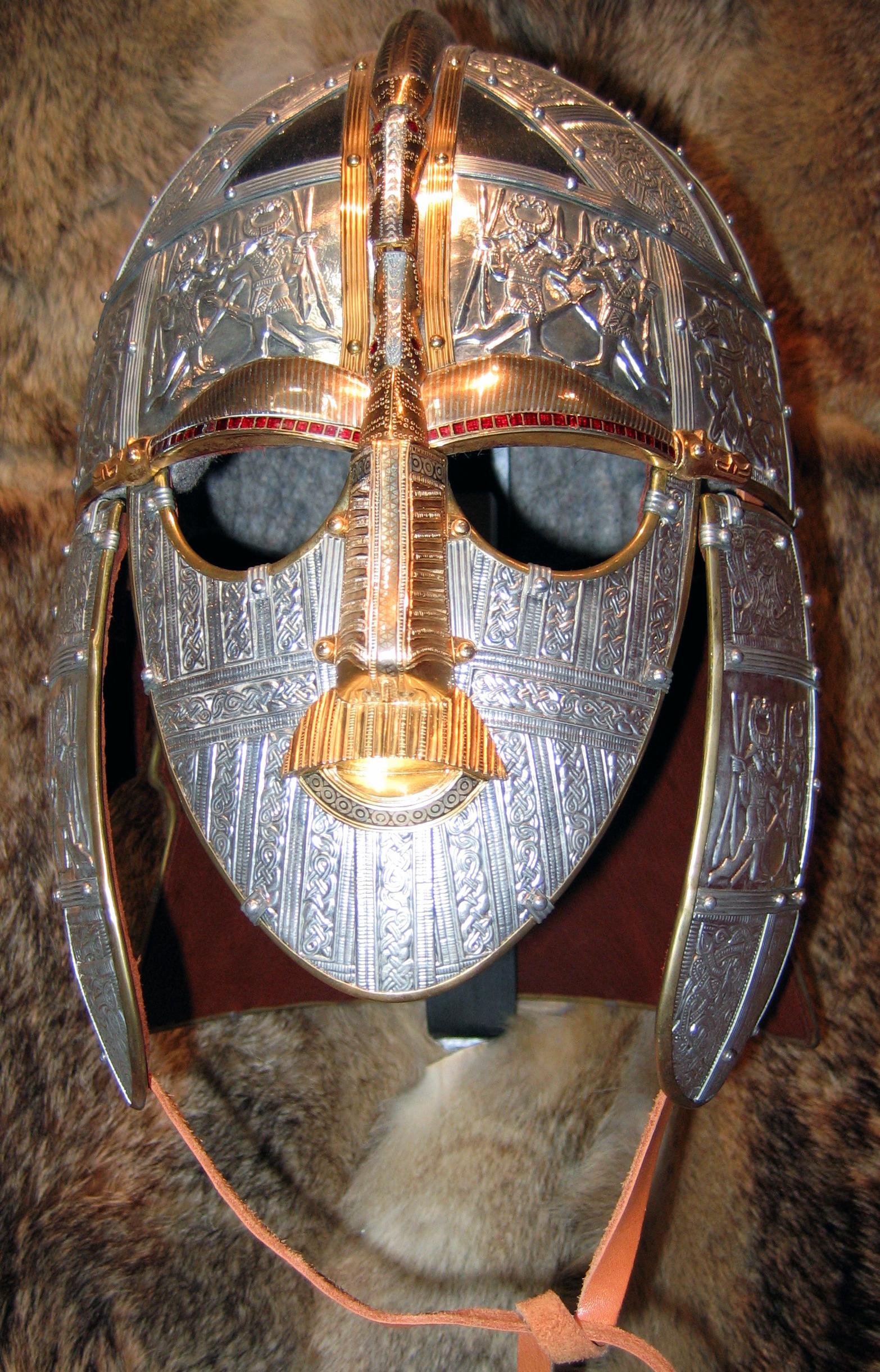
Шлем из Саттон-Ху (VI век, реплика)

Наиболее известный шлем. Сделан англосаксами около VI — начала VII веков. Найден в Саттон-Ху. Есть предположение о его принадлежности королю Редвальду. Шлем — тип B1 по Арвидссон. Был найден сильно фрагментированным, но восстановлен. Этот шлем выкован из железа (возможно, цельнокованный, но спорно), украшен бронзовыми накладками — позолоченными и лужёными.

## Коппергейтский шлем
Не классифицируется по Арвидссон, поскольку снабжён и нащёчниками, и бармицей. Найден в Йорке, датируется второй половиной VIII века. Основан на каркасе, состоящим из широкого венца и трёх полос. Между ними — 4 подтреугольных железных пластины. Отличается отогнутым вперёд наносником.

## Кабаньи шлемы
Относятся к вендельским, но не попадают под классификацию Арвидссон.